# Wrześnica (rzeka)
Wrześnica (dawniej Wrzesień lub Września) – rzeka, prawy dopływ Warty, o długości 60,7, 53 lub 49 km.

## Przebieg

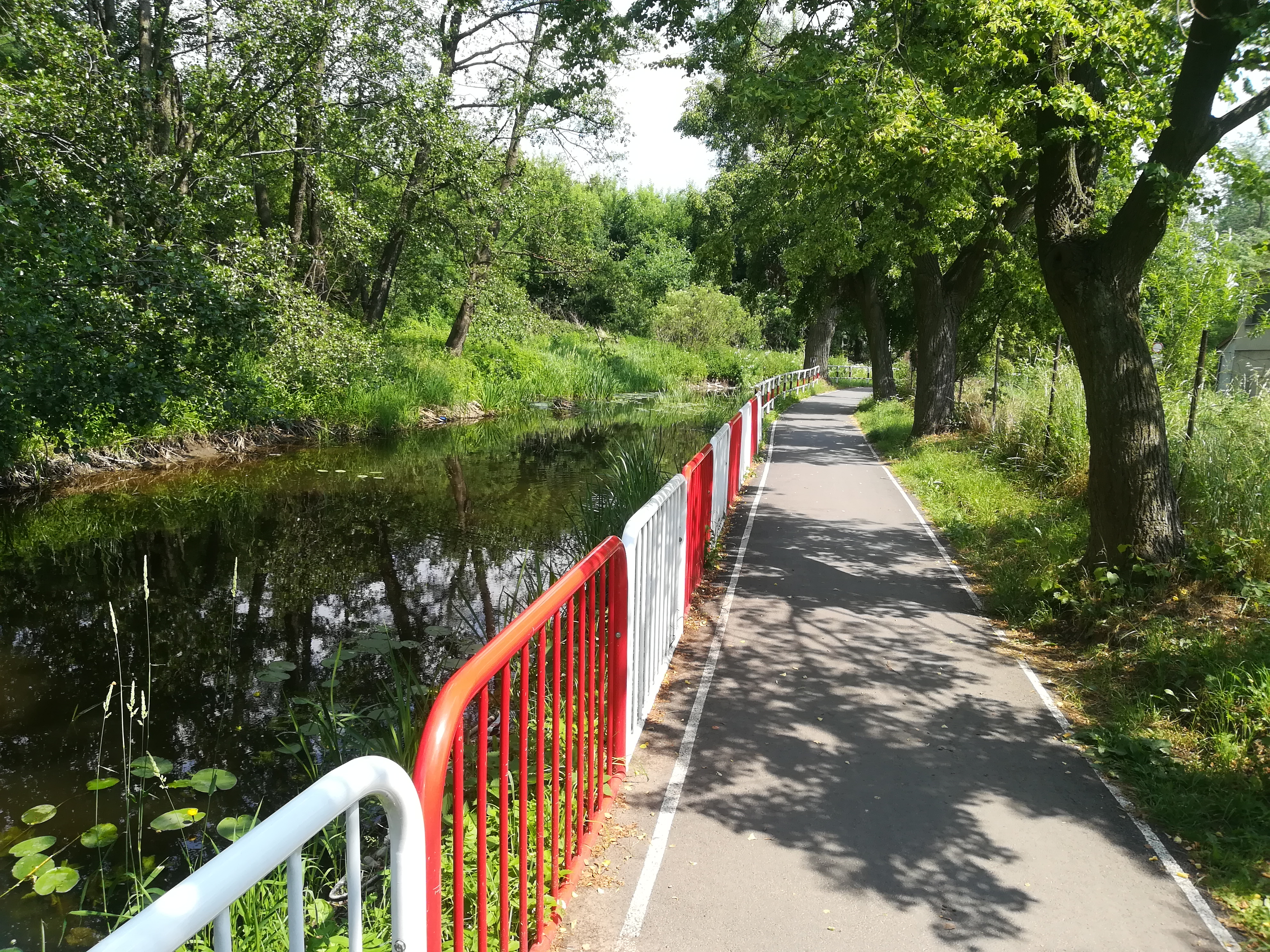
Wrześnica między Psarami Polskimi a Wrześnią

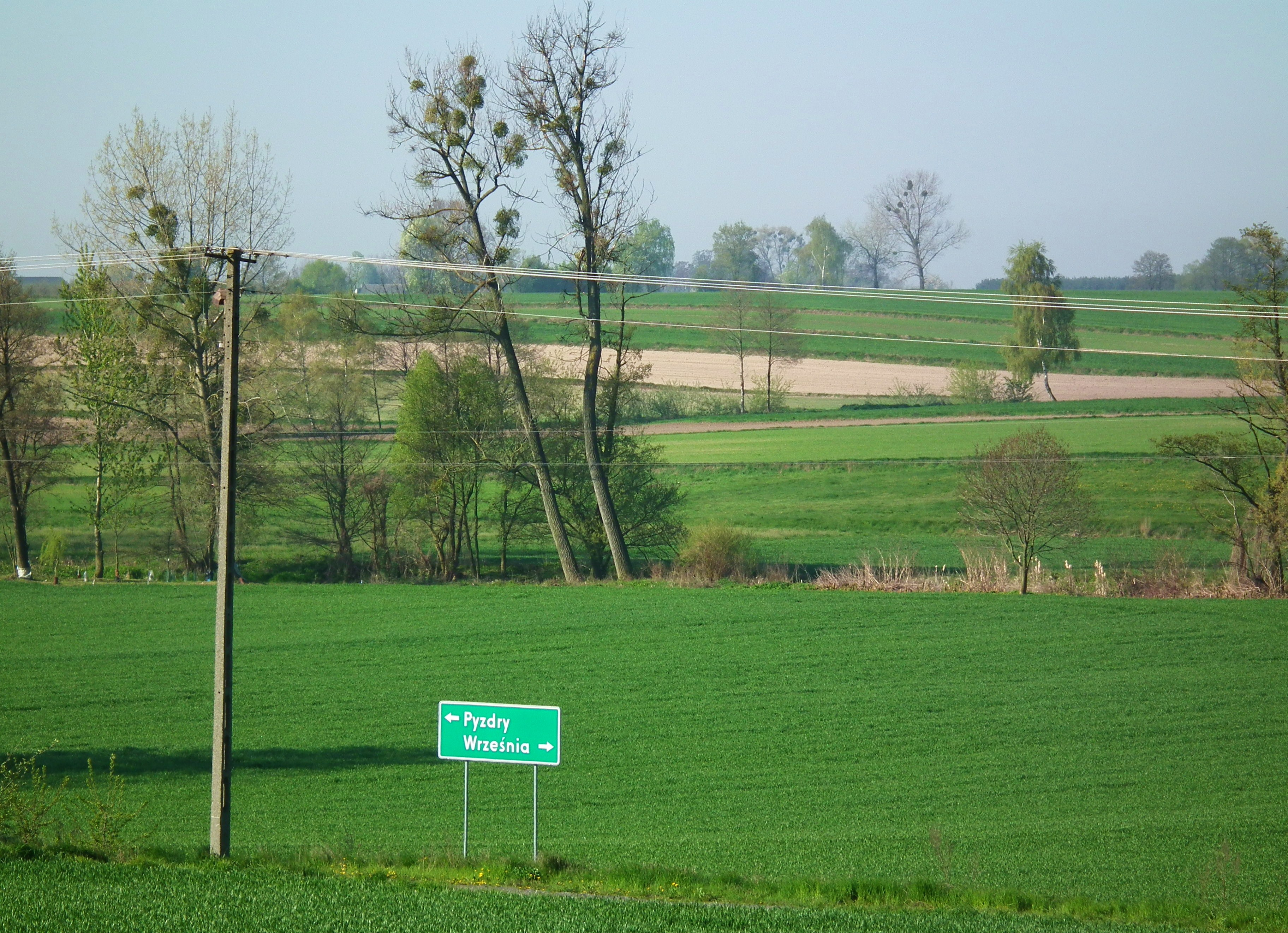
Dolina Wrześnicy w Samarzewie

Wrześnica wypływa na Pojezierzu Wielkopolskim, około 4 km na zachód od Gniezna, w pobliżu wsi Piekary. Jej źródło znajduje się na wysokości około 126 m n.p.m. Zgodnie z atlasem hydrograficznym (IMGW 1980) rzeka ma długość 53,0 km, natomiast według danych Rejonowego Zarządu Melioracji i Urządzeń Wodnych we Wrześni długość rzeki wynosi 60,775 km. Głównym i największym dopływem Wrześnicy jest Mała Wrześnica o długości 13,2 km, uchodząca do niej poniżej wsi Noskowo. Wrześnica jest rzeką III rzędu, o charakterze typowo nizinnym. Całe jej dorzecze w zależności od źródeł ma powierzchnię 354,7 km² lub 371,6 km². Rzeka od miejscowości Parcewo jest żeglowna, co pozwala na wykorzystywanie jej w celach rekreacyjnych. Wrześnica przepływa przez siedem gmin i 60 miejscowości położonych na terenie województwa wielkopolskiego. W latach 1965-67 w wyniku spiętrzenia jej wód w północno-wschodniej części Wrześni powstał zaporowy zbiornik przepływowy zwany Zalewem Wrzesińskim lub Zalewem Lipówka.

## Zanieczyszczenie
Przez szereg lat prowadzono badania stanu czystości wód rzeki Wrześnicy oraz Zalewu Wrzesińskiego. Badania te wykazywały bardzo duże ponadnormatywne zanieczyszczenie tych wód, w większości nie mieszczące się w żadnej z trzech klas czystości wód powierzchniowych. Według badań z 1996, 2003 i lat 2010-2012 stwierdzono, że wypadkowa klasa czystości wód rzeki Wrześnicy nie odpowiada normom określonym dla wód powierzchniowych płynących. Wyjątek stanowi odcinek od źródeł do miejscowości Pawłowo (około 13 km), na którym wody rzeki odpowiadały III klasie czystości. W 1996 roku za pośrednictwem Wrześnicy do rzeki Warty zostało wprowadzone ponad 466 t substancji organicznych, 638 t zawiesin, 253 t azotu amonowego i 144 t fosforanów. Według danych z 2003 roku za zanieczyszczenie rzeki odpowiadały głównie zakłady położone na terenie Wrześni m.in. oczyszczalnia komunalna, Spółdzielna Mleczarska, Zakłady Tonsil oraz Spółdzielna Inwalidów.

## Nazwa
Nazwa Wrześnica pochodzi od słowa wrzos i określała rzekę płynącą przez tereny porośnięte wrzosami.